# Sint-Antonius Abtkerk (Meulestede)

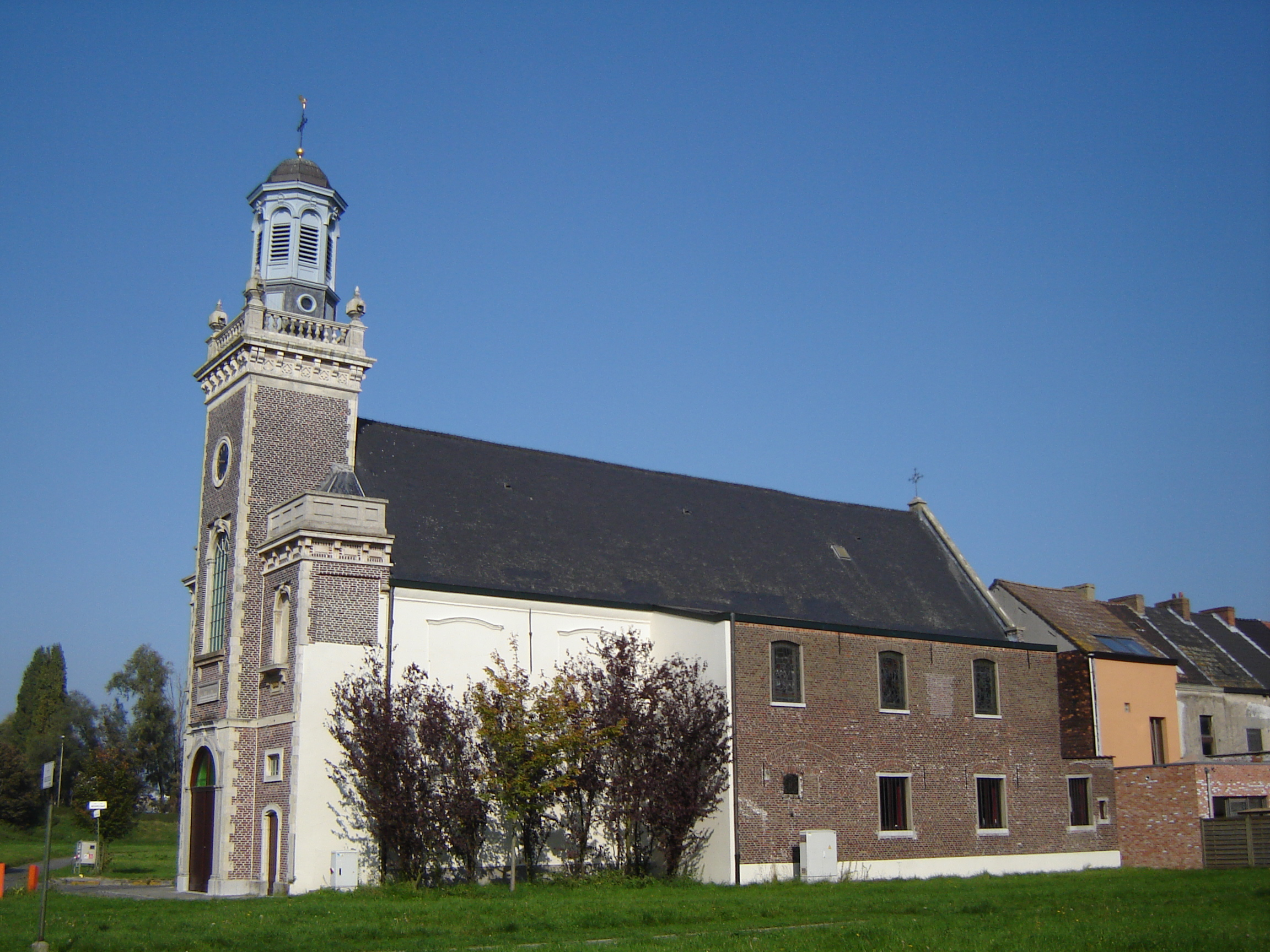
Sint-Antonius Abtkerk (Meulestede)

De Sint-Antonius Abtkerk van de Gentse stadswijk Meulestede is gelegen ter hoogte van het Middendok in het havengebied van de gemeente Gent. De kerk is gewijd aan de heilige Antonius van Egypte, ook wel aangeduid als Antonius Abt.
Het was niet de eerste gebedsplaats van de voormalige gemeente Meulestede. Het schip van de huidige kerk werd in 1731 voltooid in klassieke barokstijl. In 1867 werd er een voorgevel, met klokkentoren, in neobarokke stijl bijgebouwd. Later werd er ook nog een orgel geïnstalleerd dat gebouwd is door P.C. Van Peteghem. Twee bezienswaardigheden zijn het glas-in-loodraam dat de heilige Sint-Antonius afbeeldt en de uit de 18de eeuw stammende collectebus.
De kerk is eigendom van de Stad Gent. Ze werd in 2017 onttrokken aan de eredienst en heeft een herbestemming gekregen als socio-culturele ruimte. De kerk wordt momenteel beheerd door de vzw Meulestede.